# La Montaña, Guerrero
La Montaña är en ort i Mexiko.   Den ligger i kommunen Tlalchapa och delstaten Guerrero, i den södra delen av landet, 170 km sydväst om huvudstaden Mexico City. La Montaña ligger 358 meter över havet och antalet invånare är 316.
Terrängen runt La Montaña är kuperad norrut, men söderut är den platt. Runt La Montaña är det ganska glesbefolkat, med 43 invånare per kvadratkilometer. Närmaste större samhälle är Arcelia, 5,8 km sydost om La Montaña. Omgivningarna runt La Montaña är en mosaik av jordbruksmark och naturlig växtlighet.